# Atletismo nos Jogos Olímpicos de Verão de 2008 - Salto em altura masculino
O Salto em altura masculino dos Jogos Olímpicos de Verão de 2008, será realizados no dias 17 de Agosto e a final sendo realizada no dia 19 de Agosto, no Estádio Nacional de Pequim.

## Medalhistas
| Ouro   | RUS Andrey Silnov    |
| Prata  | GBR Germaine Mason   |
| Bronze | RUS Yaroslav Rybakov |

## Recordes
Antes desta competição, os recordes mundiais e olímpicos da prova eram os seguintes:
| Tipo | Atleta           | Altura | Local     | Data                |
| ---- | ---------------- | ------ | --------- | ------------------- |
|      | Javier Sotomayor | 2,45 m | Salamanca | 27 de julho de 1993 |
|      | Charles Austin   | 2,39 m | Atlanta   | 27 de julho de 1996 |

## Resultados

### Eliminatórias
Regras de qualificação: performance mínima de 2.32 (Q) e as 12 melhores seguintes (q) avançaram para a Final.
| #  | Grupo | Atleta               | País                  | 2.10 | 2.15 | 2.20 | 2.25 | 2.29 | Resultado | Notas |
| -- | ----- | -------------------- | --------------------- | ---- | ---- | ---- | ---- | ---- | --------- | ----- |
| 1  | A     | Jaroslav Bába        | CZE República Checa   | -    | o    | o    | o    | o    | 2.29      | q     |
| 1  | B     | Jessé Faria de Lima  | BRA Brasil            | -    | o    | o    | o    | o    | 2.29      | q     |
| 1  | B     | Tomáš Janků          | CZE República Checa   | o    | o    | o    | o    | o    | 2.29      | q     |
| 1  | A     | Germaine Mason       | GBR Grã-Bretanha      | -    | o    | o    | o    | o    | 2.29      | q     |
| 5  | A     | Raul Spank           | GER Alemanha          | -    | o    | o    | xo   | o    | 2.29      | q     |
| 6  | B     | Martyn Bernard       | GBR Grã-Bretanha      | -    | o    | o    | o    | xo   | 2.29      | q     |
| 6  | A     | Stefan Holm          | SWE Suécia            | -    | o    | o    | o    | xo   | 2.29      | q     |
| 6  | B     | Andrey Silnov        | RUS Rússia            | -    | o    | o    | o    | xo   | 2.29      | q     |
| 9  | B     | Filippo Campioli     | ITA Itália            | o    | o    | o    | o    | xxx  | 2.25      | q     |
| 9  | A     | Rožle Prezelj        | SLO Eslovênia         | -    | o    | o    | o    | xxx  | 2.25      | q     |
| 9  | A     | Yaroslav Rybakov     | RUS Rússia            | -    | o    | o    | o    | xxx  | 2.25      | q     |
| 12 | B     | Tom Parsons          | GBR Grã-Bretanha      | -    | o    | xo   | o    | xxx  | 2.25      | q     |
| 13 | A     | Andra Manson         | USA Estados Unidos    | -    | xo   | xo   | o    | xxx  | 2.25      |       |
| 14 | A     | Andrea Bettinelli    | ITA Itália            | -    | o    | o    | xo   | xxx  | 2.25      |       |
| 14 | A     | Mickael Hanany       | FRA França            | o    | o    | o    | xo   | xxx  | 2.25      |       |
| 14 | A     | Vyacheslav Voronin   | RUS Rússia            | -    | o    | o    | xo   | xxx  | 2.25      |       |
| 17 | A     | Dragutin Topić       | SRB Sérvia            | -    | o    | xo   | xo   | xxx  | 2.25      |       |
| 18 | B     | Kyriakos Ioannou     | CYP Chipre            | -    | xo   | xo   | xo   | xxx  | 2.25      |       |
| 19 | B     | Mike Mason           | CAN Canadá            | -    | o    | o    | xxo  | xxx  | 2.25      |       |
| 19 | B     | Jesse Williams       | USA Estados Unidos    | -    | o    | o    | xxo  | xxx  | 2.25      |       |
| 21 | B     | Dmytro Demyanyuk     | UKR Ucrânia           | o    | o    | o    | xxx  |      | 2.20      |       |
| 21 | A     | Niki Palli           | ISR Israel            | o    | o    | o    | xxx  |      | 2.20      |       |
| 21 | A     | Donald Thomas        | BAH Bahamas           | -    | o    | o    | xxx  |      | 2.20      |       |
| 24 | A     | Michał Bieniek       | POL Polônia           | -    | xo   | o    | xxx  |      | 2.20      |       |
| 24 | A     | Majed Aldin Gazal    | SYR Síria             | o    | xo   | o    | xxx  |      | 2.20      | =NR   |
| 26 | A     | Dusty Jonas          | USA Estados Unidos    | o    | o    | xo   | xxx  |      | 2.20      |       |
| 26 | B     | Linus Thörnblad      | SWE Suécia            | -    | o    | xo   | xxx  |      | 2.20      |       |
| 28 | B     | James Grayman        | ANT Antígua e Barbuda | xo   | xxo  | xo   | xxx  |      | 2.20      |       |
| 29 | B     | Javier Bermejo       | ESP Espanha           | o    | o    | xxo  | xxx  |      | 2.20      |       |
| 29 | B     | Kabelo Kgosiemang    | BOT Botsuana          | -    | o    | xxo  | xxx  |      | 2.20      |       |
| 29 | B     | Alessandro Talotti   | ITA Itália            | o    | o    | xxo  | xxx  |      | 2.20      |       |
| 32 | B     | Hup Wei Lee          | MAS Malásia           | o    | xo   | xxo  | xxx  |      | 2.20      |       |
| 33 | A     | Peter Horák          | SVK Eslováquia        | o    | xo   | xxx  |      |      | 2.15      |       |
| 33 | B     | Yuriy Krymarenko     | UKR Ucrânia           | o    | xo   | xxx  |      |      | 2.15      |       |
| 33 | A     | Gerardo Martínez     | MEX México            | o    | xo   | xxx  |      |      | 2.15      |       |
| 36 | B     | Naoyuki Daigo        | JPN Japão             | xxo  | xxo  | xxx  |      |      | 2.15      |       |
| 37 | A     | Konstadínos Baniótis | GRE Grécia            | xo   | xxx  |      |      |      | 2.10      |       |
| 37 | B     | Sergey Zasimovich    | KAZ Cazaquistão       | xo   | xxx  |      |      |      | 2.10      |       |
| 39 | A     | Oleksandr Nartov     | UKR Ucrânia           | xxo  | xxx  |      |      |      | 2.10      |       |
| 99 | B     | Huang Haiqiang       | CHN China             | xxx  |      |      |      |      | NM        |       |

### Final
| #                 | Atleta              | País                | 2.15 | 2.20 | 2.25 | 2.29 | 2.32 | 2.34 | 2.36 | 2.42 | Resultado | Notas |
| ----------------- | ------------------- | ------------------- | ---- | ---- | ---- | ---- | ---- | ---- | ---- | ---- | --------- | ----- |
| Medalha de ouro   | Andrey Silnov       | RUS Rússia          | –    | o    | o    | o    | o    | o    | o    | xxx  | 2.36      |       |
| Medalha de prata  | Germaine Mason      | GBR Grã-Bretanha    | –    | o    | o    | x–   | o    | o    | xxx  |      | 2.34      | PB    |
| Medalha de bronze | Yaroslav Rybakov    | RUS Rússia          | –    | o    | o    | o    | xxo  | o    | xxx  |      | 2.34      | SB    |
| 4                 | Stefan Holm         | SWE Suécia          | –    | o    | o    | o    | o    | x–   | xx   |      | 2.32      |       |
| 5                 | Raul Spank          | GER Alemanha        | o    | o    | o    | o    | xxo  | xx–  | x    |      | 2.32      | PB    |
| 6                 | Jaroslav Bába       | CZE República Checa | o    | o    | o    | o    | x–   | x–   | x    |      | 2.29      |       |
| 7                 | Tomáš Janků         | CZE República Checa | o    | o    | o    | xo   | x–   | xx   |      |      | 2.29      |       |
| 8                 | Tom Parsons         | GBR Grã-Bretanha    | o    | o    | o    | xxx  |      |      |      |      | 2.25      |       |
| 9                 | Martyn Bernard      | GBR Grã-Bretanha    | o    | o    | xo   | x–   | xx   |      |      |      | 2.25      |       |
| 10                | Jessé Faria de Lima | BRA Brasil          | o    | o    | xxx  |      |      |      |      |      | 2.20      |       |
| 10                | Filippo Campioli    | ITA Itália          | –    | o    | xxx  |      |      |      |      |      | 2.20      |       |
| 12                | Rožle Prezelj       | SLO Eslovênia       | o    | xxo  | xxx  |      |      |      |      |      | 2.20      |       |

Legenda
| Recorde mundial      | Recorde mundial (World record)               |                       | Recorde africano                      | Recorde africano (African) |                                           | Q | Classificado por posição (Qualified) |
| Recorde olímpico     | Recorde olímpico (Olympic record)            | Recorde da América    | Recorde da América (Americas)         | q                          | Classificado por melhor tempo (Qualified) |   |                                      |
| Melhor marca do ano  | Melhor marca do ano (World leading)          | Recorde asiático      | Recorde asiático (Asian)              | DNS                        | Não largou (Did not start)                |   |                                      |
| Recorde nacional     | Recorde nacional (National record)           | Recorde europeu       | Recorde europeu (European)            | DNF                        | Não terminou (Did not finish)             |   |                                      |
| Recorde pessoal      | Recorde pessoal do atleta (Personal best)    | Recorde da Oceania    | Recorde da Oceania (Oceania)          | DSQ / DQ                   | Desclassificado (Disqualified)            |   |                                      |
| Recorde da temporada | Recorde da temporada do atleta (Season best) | Recorde sul-americano | Recorde sul-americano (South America) | NM                         | Sem marca (No mark)                       |   |                                      |